# NGC 3025
NGC 3025 ist eine linsenförmige Galaxie vom Hubble-Typ S0 im Sternbild Wasserschlange am Südsternhimmel. Sie ist schätzungsweise 371 Millionen Lichtjahre von der Milchstraße entfernt.
Das Objekt wurde am 21. März 1835 von John Herschel entdeckt.